# Октябрьский (Бугурусланский район)
Октябрьский — посёлок в Бугурусланском районе Оренбургской области России, в составе Елатомского сельсовета.

## История
Основан в конце XVIII века старообрядцами-беглопоповцами. Первоначально представлял один населённый пункт с соседним селом Елатомка и назывался Староверская Елатомка. В 1859 году населённые пункты числились уже раздельно — деревни Староверовка и Елатомка. Указом Президиума Верховного Совета РСФСР от 17 февраля 1941 года село Староверовка Бугурусланского района Чкаловской области в село Октябрьское. С начала 1950-х годов по 1990-е годы посёлок носил название Октябревка.

## Население
| 2010 |
| ---- |
| 102  |